# والنتین آ. باژانوف
والنتین آ. باژانوف (انگلیسی: Valentin A. Bazhanov؛ زادهٔ ۱۰ ژانویهٔ ۱۹۵۳) فیلسوف اهل روسیه است. او از دانشگاه دولتی سن پترزبورگ در ۱۹۸۳ فارغ‌التحصیل شد.